# Paul de Vos

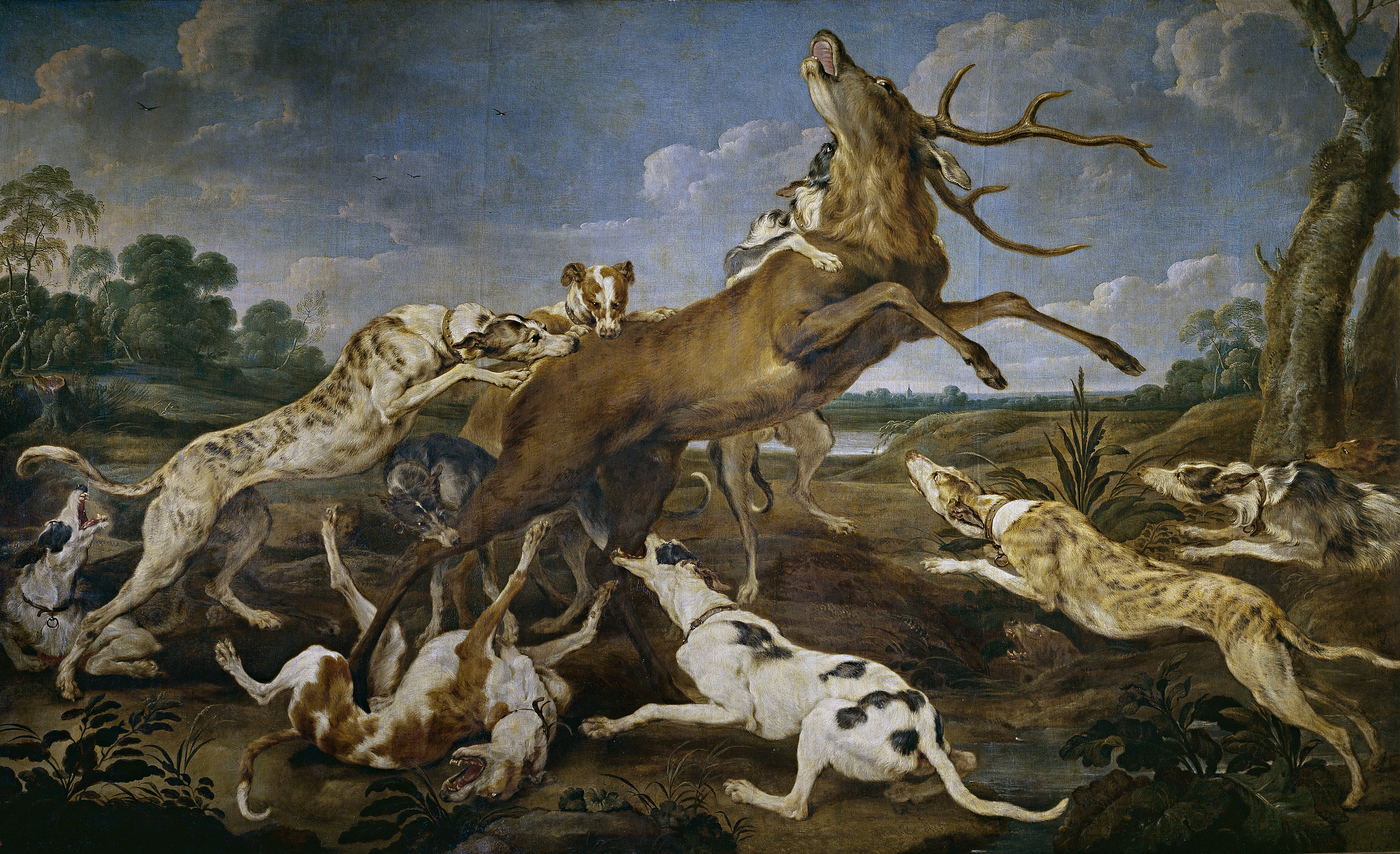
Cérvol assetjat per una gossada de gossos, oli sobre llenç, 212 × 347 cm, Museu del Prado, Madrid.

Paul de Vos (Hulst, 1595 – Anvers, 1678) va ser un pintor barroc flamenc especialitzat en la pintura d'animals.

## Biografia
Nascut el 9 de desembre de 1595 a Hulst, prop d'Anvers, actualment a la província neerlandesa de Zelanda, com el seu germà major, Cornelis —que li anava a pintar les figures de les seves obres—, va estudiar amb un pintor poc conegut, David Remeeus, qui el 1611 es va convertir en el seu cunyat. En 1620 va ser admès com a mestre en la guilda o gremi de Sant Lluc.
Especialitzat en la pintura d'animals, principalment en monumentals caceres molt demandades per una clientela aristocràtica, el seu art apareix influït pel de Frans Snyders, casat amb la seva germana Margaretha, encara que s'anirà distanciant d'ell progressivament en adoptar una pinzellada més fluida amb la qual aconsegueix efectes atmosfèrics i infondre en les seves composicions major tensió dramàtica.
Segons era costum entre els pintors d'Anvers, De Vos va col·laborar freqüentment amb altres artistes, com Thomas Willeboirts Bosschaert, Jan van den Hoecke, Erasmus Quellinus II, Anton van Dyck i Jan Wildens, a més de pintar els animals i motius de cacera en algunes de les escenes mitològiques de Peter Paul Rubens i del seu taller, com la Diana caçadora del Museu del Prado. Entre els seus clients van destacar alguns dels grans col·leccionistes espanyols, com els marquesos de Leganés i del Carpio o el mateix rei Felip IV, de la col·lecció del qual procedeix l'important conjunt de pintures de Paul de Vós conservat actualment en el Museu del Prado.